# Bệnh mạn tính
Bệnh mạn tính (hay thường được gọi là mãn tính) là bệnh tiến triển dần dần và kéo dài, thời gian bệnh từ 3 tháng trở lên. Bệnh mạn tính thường gặp bao gồm những bệnh không truyền nhiễm như viêm khớp, bệnh hen suyễn, ung thư, bệnh tiểu đường và các bệnh do virus gây ra như viêm gan siêu vi C và HIV/AIDS. Trong đó, bệnh kinh niên là bệnh kéo dài qua nhiều năm. Trong y học, trái ngược với mạn tính (kinh niên) là cấp tính, khi bệnh khởi phát nhanh với cường độ cao.
Ở Hoa Kỳ 25% người trưởng thành có ít nhất hai bệnh mạn tính. Những bệnh mạn tính tạo thành nguyên nhân chính gây tử vong. Theo Tổ chức Y tế Thế giới (WHO) gần 38 triệu người chết mỗi năm vì các bệnh không truyền nhiễm.
Ở Việt Nam phổ biển cách dùng từ mãn tính thay cho mạn tính, đây là cách gọi sai về từ nguyên.

## Một số bệnh mạn tính thường gặp
Theo thông tin trên trang web của Trung cấp Y Hà Nội, một số bệnh mạn tính thường gặp:
- Bệnh viêm đường hô hấp mạn tính: viêm phế quản mạn, bệnh phổi tắc nghẽn mạn tính, hen và khí phế thũng…
- Bệnh xương khớp mạn tính: viêm xương khớp, viêm khớp dạng thấp, loãng xương, thoái hóa khớp, …
- Bệnh lý tâm thần kinh: trầm cảm, sa sút trí tuệ, …
- Bệnh tự miễn: xơ cứng bì, lupus ban đỏ, vẩy nến…
- Bệnh tim mạch: suy tim, tăng huyết áp, bệnh mạch máu não, bệnh tim thiếu máu cục bộ,…
- Viêm gan mạn tính
- Bệnh nội tiết: béo phì, đái tháo đường…
- Hội chứng mệt mỏi mạn tính.
- Suy thận mạn tính.
- Ung thư.
- Tiểu đường.